# 沙基·克洛特
克洛特，全名沙基·克洛特（羅馬化：Syarhey Krot，1980年6月27日—），白俄羅斯足球運動員，出生於奥斯普维治，司職前鋒，現時效力戈洛迪亞。

## 外部連結
- Profile at Soccerway （页面存档备份，存于）